# Деверич, Степан
Степан Деверич (хорв. Stjepan Deverić; 20 августа 1961, Велика-Горица) — югославский хорватский футболист и тренер, действующий наставник юношеской команды «Локомотива». Играл на позиции нападающего.

## Карьера игрока

### Клубная
Начал свою карьеру в загребском «Динамо», дебютировал в Первой союзной лиге Югославии в 1979 году. В составе динамовцев играл до 1984 года, после чего три сезона провёл в сплитском «Хайдуке». Вернулся в «Динамо», где пробыл до 1990 года. В 1991 году уехал в Австрию, где выступал за «Штурм» из Граца и «Лебринг» (нем. SV Lebring). Карьеру завершил в 1994 году.
За свою карьеру играл на позиции флангового нападающего, умея разворачиваться как на левом, так и на правом фланге. Обладал мощным ударом. В составе поколения загребских динамовцев начала 1980-х годов завоевал титул чемпиона Югославии 1982 года и обладателя Кубка Югославии 1983 года. В составе «Хайдука» из Сплита выиграл Кубок Югославии в 1987 году.

### В сборной
В сборной Югославии сыграл 6 матчей. Дебютировал 13 октября 1982 в матче против Норвегии в Осло в рамках отбора на Евро-1984. Ещё раньше был заявлен на чемпионат мира 1982, но не сыграл ни одной встречи там. Играл на чемпионате Европы 1984 и Олимпийских играх 1984: на Евро провёл одну встречу, а на Олимпиаде четыре, причём отметился пятью голами (в том числе сделал хет-трик в ворота Ирака) и вошёл в число лучших бомбардиров. Последний матч провёл 20 октября 1984 в рамках отбора на чемпионат мира 1986 года против ГДР в Лейпциге.

## Тренерская карьера
Был наставником разных футбольных команд, некоторое время был тренером в динамовской футбольной школе «Хитрец-Кациян» (хорв. Nogometna škola Hitrec-Kacian). Ныне является главным тренером юношеской команды «Локомотива» из Загреба.